# Falsches Spiel (2011)
Falsches Spiel (Originaltitel Le roman de ma femme, zu deutsch etwa Die Romanze meiner Frau) ist ein französischer Spielfilm aus dem Jahr 2011 von Regisseur Djamshed Usmonov über das rätselhafte Verschwinden eines reichen Mannes. In den Hauptrollen sind Olivier Gourmet und Léa Seydoux zu sehen.

## Handlung
Die junge, sensible Eve ist mit Paul, einem reichen Geschäftsmann, verheiratet. Eines Morgens ist Paul verschwunden. Eve kann ihn nirgends finden, wendet sich schließlich an die Polizei und meldet ihn als vermisst. Der Freund und Berater ihres Mannes, der reiche Anwalt Chollet, begleitet sie dabei.
Anschließend zieht Eve sich in ihr großes Haus zurück und wartet besorgt auf neue Nachrichten. Sie geht Pauls Unterlagen durch und entdeckt, dass Paul finanziell nicht so gut gestellt war, wie sie immer dachte. Im Gegenteil, er hat viele Schulden hinterlassen, die in nächster Zeit bezahlt werden müssen. Gibt es einen Zusammenhang zwischen Pauls Schulden und seinem Verschwinden? Ist er untergetaucht? Hat er sie allein gelassen? Was wird nun aus ihr?
Eve erleidet einen Zusammenbruch und wird in ein Krankenhaus eingeliefert. Den finanziellen Ruin vor Augen, macht sie sich weiter Sorgen und versucht sogar, sich umzubringen, kann aber zunächst beruhigt werden. Maitre Chollet besucht sie und teilt ihr mit, dass Paul an fragwürdigen Geschäften beteiligt war. Es besteht durchaus die Möglichkeit, dass Paul ermordet wurde. Chollet kümmert sich eingehend um die verstörte Eve, bezahlt sogar Pauls komplette Schulden, sodass Eve sich keine Sorgen mehr um ihre Zukunft machen muss. Chollet begleitet Eve nach Hause, kocht für sie und erweist sich als überraschend angenehme Gesellschaft. Obwohl er wesentlich älter ist als Eve und äußerlich eher unscheinbar, verliebt sich die junge Frau in Chollet und schläft schließlich mit ihm. Sie werden ein Paar.
Die Polizei wird auf die neue Entwicklung aufmerksam – aus ihrer Sicht sieht es so aus, als ob Pauls Verschwinden ein abgekartetes Spiel von Eve und Chollet gewesen sein könnte. Eve wird zum Verhör abgeholt und kommt nun erneut unter Druck. Der Inspektor macht ihr klar, dass es viele Möglichkeiten gibt, das Geschehen zu interpretieren, offensichtliche und weniger offensichtliche. Er behauptet auch, dass Chollet die Pleite ihres Mannes über Dritte geschickt verursacht habe.
Als sie wieder mit Chollet zusammen ist, stellt sich heraus, dass es auch Chollet nicht gut geht. Er ist herzkrank und braucht ein Medikament, bittet daher Eve, zu einer Apotheke zu fahren und es zu besorgen. Eve fährt los, wird aber mehrfach aufgehalten. Als sie wieder zurückkehrt, ist Chollet schon tot. Weinend verlässt Eve das Haus.
Bei einer Telefonzelle macht sie halt und führt ein Gespräch: Sie ruft Paul an und teilt ihm mit, dass sie "es getan" habe, er tot sei, und ergänzt, dass sie ihn nie mehr wiedersehen möchte.

## Veröffentlichung
In Frankreich hatte der Film seine Premiere am 2. März 2011, in Russland am 26. Juni 2011 auf dem Moskauer Filmfestival. In Deutschland wurde Falsches Spiel am 29. Juli 2013 auf arte ausgestrahlt.